# Neuvelle-lès-la-Charité
Neuvelle-lès-la-Charité è un comune francese di 230 abitanti situato nel dipartimento dell'Alta Saona nella regione della Borgogna-Franca Contea.

## Società

### Evoluzione demografica
Abitanti censiti